# Edmund Wilson

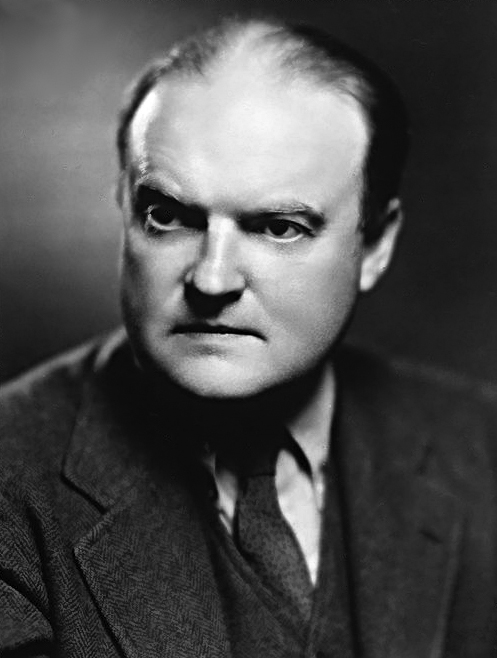
Edmund Wilson

Edmund Wilson (* 8. Mai 1895 in Red Bank, New Jersey; † 12. Juni 1972) war ein US-amerikanischer Schriftsteller und Literaturkritiker.

## Leben
Der als Sohn eines Anwalts in Red Bank, New Jersey, geborene Edmund Wilson besuchte nach der Highschool von 1912 bis 1916 die Princeton University. Er arbeitete dann als Reporter für die New York Sun und diente während des Ersten Weltkriegs in der Armee. In den Jahren 1920 und 1921 war er Redakteur der Zeitschrift Vanity Fair, später bei der Zeitschrift The New Republic. Für den The New Yorker schrieb er Buchkritiken.
Seine Arbeit wurde durch die Romanautoren Upton Sinclair, John Dos Passos, Sinclair Lewis, Floyd Dell und Theodore Dreiser beeinflusst. Er verfasste Gedichte, Dramen und Kurzgeschichten, seine Stärke waren jedoch Literaturkritiken.

### Frühe Werke
Sein im Jahr 1931 erschienenes Werk Axel's Castle: A Study in the Imaginative Literature of 1870–1930 bot einen Gesamtüberblick über den Symbolismus in der Literatur. Er behandelte die Werke von Arthur Rimbaud, Auguste de Villiers de L’Isle-Adam (dem Autor von Axel), William Butler Yeats, Paul Valéry, T. S. Eliot, Marcel Proust, James Joyce und Gertrude Stein.
In seinem bedeutendsten Werk Auf dem Weg zum Finnischen Bahnhof (To the Finland Station), das im Jahr 1940 erschien, beschrieb Wilson die Geschichte des europäischen Sozialismus von den ersten Untersuchungen im Jahr 1824 durch Jules Michelet über Giambattista Vico bis zur Ankunft Lenins im Jahr 1917 am Finnischen Bahnhof in Sankt Petersburg, der zur Revolution der Bolschewiki führte. Sein 1946 bei Doubleday erschienener Erzählband Memoirs of Hecate County, das Wilson für sein bestes Buch hielt, wurde in den USA wegen Obszönität verboten. Es durfte erst wieder gedruckt werden als die Diskussionen um Vladimir Nabokovs Roman Lolita, der 1958 in den Vereinigten Staaten erschien, die Definition, was in der Literatur erlaubt ist, weiterte.
Wilson war an der modernen Kultur als Ganzes interessiert und viele seiner Veröffentlichungen gehen über die reine Literaturkritik hinaus. Seine ersten Werke wurden stark durch die Ideen von Sigmund Freud und Karl Marx beeinflusst und spiegeln sein starkes Interesse an deren Werken wider.

### Persönliche Beziehungen
Wilsons Kritiken förderten die öffentliche Wahrnehmung der amerikanischen Schriftsteller Ernest Hemingway, John Dos Passos, William Faulkner, F. Scott Fitzgerald und Vladimir Nabokov. Er war maßgeblich an der aktuellen Interpretation der Werke von Charles Dickens und Rudyard Kipling beteiligt.
Edmund Wilson studierte in Princeton zusammen mit Fitzgerald, der Wilson als sein „Intellektuelles Gewissen“ bezeichnete. Nach Fitzgeralds frühem Tod infolge eines Herzinfarkts im Dezember 1940 im Alter von nur 44 Jahren gab Wilson zwei Bücher Fitzgeralds posthum heraus (Der letzte Taikun und The Crack-Up). Er unterstützte damit die Familie Fitzgeralds und ließ sich seine Arbeit nicht bezahlen.
Er war auch mit Nabokov befreundet, mit dem er einen regen Briefwechsel führte und dessen Werke er dem westlichen Publikum zugänglich machte. Ihre Freundschaft wurde jedoch durch Wilsons geringe Begeisterung für Nabokovs Werk Lolita getrübt und zerbrach endgültig nach einer Auseinandersetzung über Wilsons öffentliche Kritik an Nabokovs wortgetreu-eigenwilliger Übersetzung von Puschkins Eugen Onegin.
Edmund Wilson waren die Verletzungen, die seine oft scharfen Kritiken anderen zufügten, oftmals gleichgültig. Das war für seine Arbeit als Literaturkritiker sicher von geringer Bedeutung, wirkte sich aber sehr auf seine persönlichen Beziehungen aus.
Wilson war mehrfach verheiratet und hatte wohl auch darüber hinaus weitere Bekanntschaften. Seine erste Frau war Mary Blair, die in Eugene O’Neills Theaterensemble auftrat. Seine zweite Frau Margaret Canby wird als charmante und kultivierte Frau beschrieben, die Wilson wohl mehr als Freund betrachtete. Nach ihrem Tod durch einen Unfall zwei Jahre nach der Hochzeit, schrieb Wilson ein langes Klagelied auf sie und sagte später, dass er durch die Nichtachtung ihrer Person schwere Schuld auf sich geladen habe. Von 1938 bis 1946 war er mit der ebenfalls bekannten Literaturkritikerin Mary McCarthy verheiratet. Sie bewunderte seine Belesenheit und seinen scharfen Verstand; mehrfach arbeiteten sie zusammen. In einem Artikel im The New Yorker schrieb Louis Menand einmal The marriage to McCarthy was a mistake that neither side wanted to be first to admit. When they fought, he would retreat into his study and lock the door; she would set piles of paper on fire and try to push them under it. (dt.: Die Ehe mit McCarthy war ein Fehler, den keiner der beiden zuerst zugeben wollte. Bei etwaigen Auseinandersetzungen schloss er die Tür und vertiefte sich in seine Arbeit. Sie dagegen hätte Unmengen Papier in Brand gesetzt und versucht, die unter die Tür zu bekommen.).
Wilson stand auch mit Anaïs Nin in Briefkontakt und griff sie wegen ihres surrealistischen Stils im Gegensatz zum Realismus an, was dann zunächst in Textverbesserungen durch Wilson und später in seinem Heiratsantrag an sie endete, in dem er sagte, er wolle sie das Schreiben lehren. Das betrachtete sie wohl als Beleidigung. Später heiratete er Elena Mumm Thornton, pflegte aber weiterhin auch andere Beziehungen, wie zu Edna St. Vincent Millay.

### Während des Kalten Krieges
Wilson hat die amerikanische Politik zur Zeit des Kalten Krieges verurteilt. Er nahm an einem Steuerstreik teil und zahlte während der Jahre von 1946 bis 1955 keine Einkommensteuer (Income Tax). Dies wurde später von dem Internal Revenue Service (IRS), der amerikanischen Bundessteuerbehörde, untersucht. Zur gleichen Zeit zahlte er auch keine „State Income Tax“, was jedoch wenig mit dem Steuerstreik und dem Kalten Krieg zu tun hatte.
Nach einem Vergleich wurde er zu einer Strafe von 25.000,00 USD statt der ursprünglichen 69.000,00 USD verurteilt, was möglicherweise auf seine politischen Kontakte zur Verwaltung Kennedys zurückzuführen sein dürfte. Eine Gefängnisstrafe blieb ihm erspart. In seinem 1963 veröffentlichten Buch The Cold War and the Income Tax: A Protest argumentierte Wilson, dass infolge des Rüstungswettlaufs mit der Sowjetunion unter dem Deckmantel der Bekämpfung des Kommunismus paradoxerweise die bürgerlichen Freiheiten der Amerikaner verletzt worden waren. Aus diesen Gründen war Wilson auch gegen die Beteiligung der Vereinigten Staaten am Vietnamkrieg.
Wilsons Meinung über Präsident Lyndon Johnson war sehr negativ. Der Historiker Eric Goldman schreibt in seinen Memoiren The Tragedy of Lyndon Johnson, als er im Jahr 1965 im Auftrag von Präsident Johnson Edmund Wilson zu einer Vorlesung seiner eigenen (Wilsons) Werken während der Veranstaltung Festival of the Arts im Weißen Haus einlud: Wilson declined with a brusqueness that I never experienced before or after in the case of an invitation in the name of the President and First Lady. (dt. Wilson lehnte eine Einladung im Namen des Präsidenten und seiner Frau derart brüsk ab, wie ich es weder vor- noch nachher jemals erlebt habe.)

## Schriften (Auswahl)

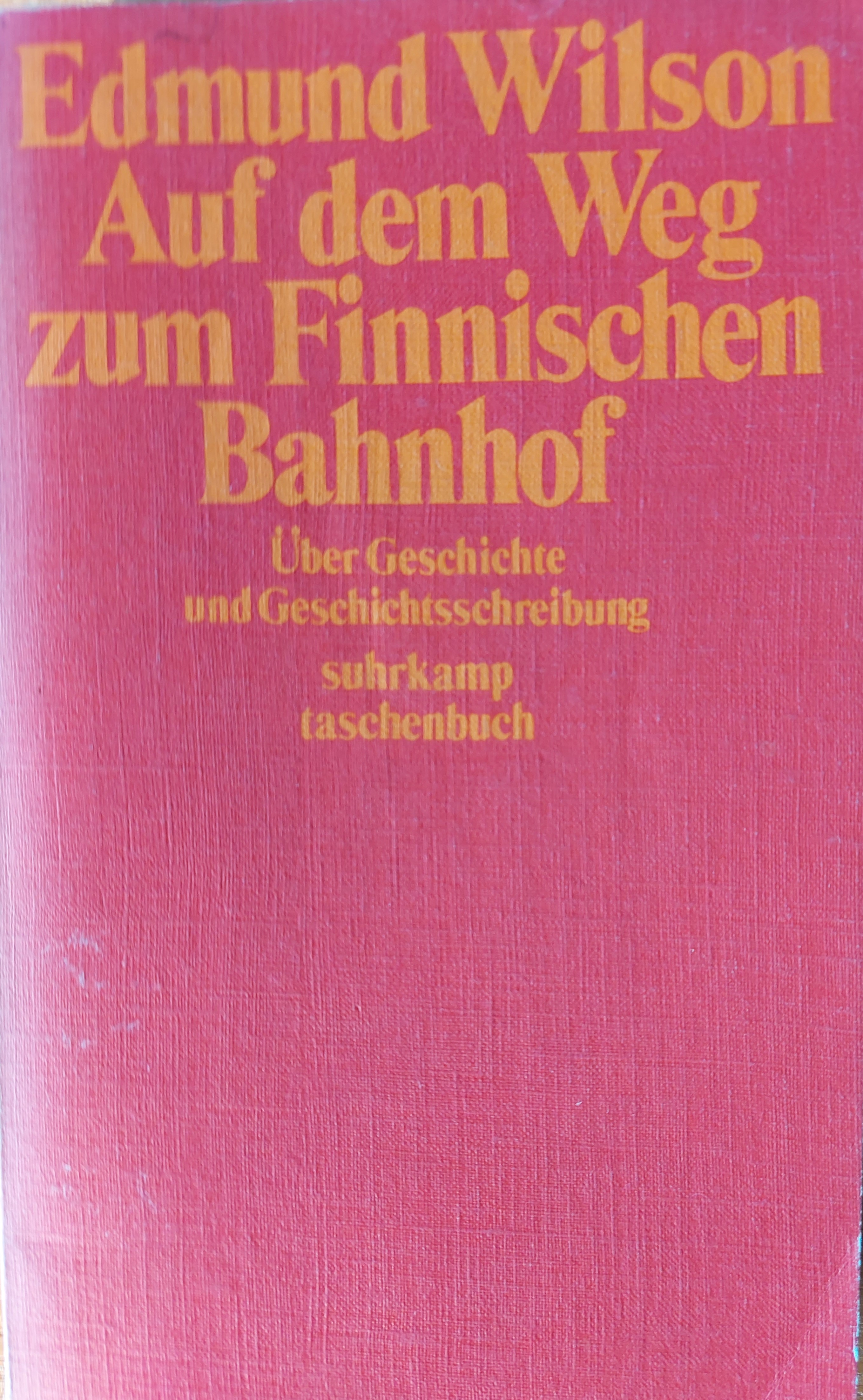
Deutsche Übersetzung, Ausgabe 1974

- Axel's Castle: A Study in the Imaginative Literature of 1870-1930, New York, NY:  Charles Scribner’s Sons, 1931.
- To the Finland Station: A Study in the Writing and Acting of History, Garden City, NY: Doubleday, 1940.
  - Auf dem Weg zum Finnischen Bahnhof: Über Geschichte und Geschichtsschreibung. Übersetzung Ehrenfried Klauer, Hans Stern. München : Rütten + Loening, 1963
- Auf dem Weg zum Finnischen Bahnhof: Über Geschichte und Geschichtsschreibung, suhrkamp taschenbuch 194, Frankfurt a. M. 1974.
- The Wound and the Bow:  Seven Studies in Literature, Cambridge, MA:  Riverside Press, 1941.
- The Shock of Recognition: The Development of Literature in the U.S. Recorded by the Men Who Made It, New York, NY: Modern Library, 1943.
  - Volume I. The Nineteenth Century.
  - Volume II. The Twentieth Century.
- Memoirs of Hecate County, Garden City, NY: Doubleday, 1946.
- The Triple Thinkers:  Twelve Essays on Literary Subjects, New York, NY:  Farrar, Straus and Co., 1948.
- Classics and Commercials: A Literary Chronicle of the Forties, New York, NY:  Farrar, Straus and Co.,  1950.
- The Shores of Light: A Literary Chronicle of the Twenties and Thirties, New York, NY: Farrar, Straus and Young, 1953.
- The Scrolls from the Dead Sea, Fontana Books, 1955.
- Red, Black, Blond and Olive: Studies in Four Civilizations: Zuni; Hainti; Soviet Russia; Israel, London: W. H. Allen, 1956.
- A Piece of My Mind: Reflections at Sixty, New York, NY: Farrar, Straus and Cudahy, 1956.
- The American Earthquake: A Documentary of the Twenties and Thirties (A Documentary of the Jazz Age, the Great Depression, and the New Deal), Garden City, NY: Doubleday, 1958.
- Apologies to the Iroquois, New York, NY: Vintage, 1960.
- Patriotic Gore:  Studies in the Literature of the American Civil War, New York, NY: Farrar, Straus and Giroux, 1962.
- The Cold War and the Income Tax:  A protest, New York, NY: Farrar, Straus and Co., 1964.
- The Bit Between My Teeth: A Literary Chronicle of 1950-1965, New York, NY: Farrar, Straus and Giroux, 1966.
- Europe without Baedeker: Sketches among the Ruins of Italy, Greece and England, with Notes from a European Diary: 1963-64: Paris, Rome, Budapest, London: Rupert Hart-Davis, 1967.
- The Twenties: From Notebooks and Diaries of the Period, ed. Leon Edel, New York, NY:  Farrar, Straus and Giroux, 1975.
- The Thirties: From Notebooks and Diaries of the Period, ed. Leon Edel, New York, NY:  Farrar, Straus and Giroux, 1980.
- The Forties: From Notebooks and Diaries of the Period, ed. Leon Edel, New York, NY:  Farrar, Straus and Giroux, 1983.
- The Fifties: From Notebooks and Diaries of the Period, ed. Leon Edel, New York, NY:  Farrar, Straus and Giroux, 1986.
- The Sixties: The Last Journal 1960-1972, ed. Lewis M. Dabney, New York, NY:  Farrar, Straus and Giroux, 1993.
- Dear Bunny, Dear Volodya: The Nabokov-Wilson Letters, 1940-1971, ed. Simon Karlinsky, Berkeley, CA: University of California Press, 1979; "Revised and Expanded Edition," 2001.
- Edmund Wilson: The Man in Letters, ed. Janet Groth and David Castronovo, Athens, OH: Ohio University Press, 1992.

## Einzelbelege
1. ↑  Dieter E. Zimmer: Wirbelsturm Lolita. Auskünfte zu einem epochalen Roman. Rowohlt, Reinbek bei Hamburg 2008, S. 19.

| Personendaten    | Personendaten                                          |
| ---------------- | ------------------------------------------------------ |
| NAME             | Wilson, Edmund                                         |
| KURZBESCHREIBUNG | US-amerikanischer Schriftsteller und Literaturkritiker |
| GEBURTSDATUM     | 8. Mai 1895                                            |
| GEBURTSORT       | Red Bank, New Jersey                                   |
| STERBEDATUM      | 12. Juni 1972                                          |